# Bezirksgemeinde Jelgava
Die Bezirksgemeinde Jelgava (lettisch Jelgavas novads) – wie alle Novadi Lettlands in rechtlichem Sinne eine Großgemeinde – liegt südwestlich von Lettlands Hauptstadt Riga in der historischen Landschaft Semgallen. Ihr Verwaltungssitz ist in Jelgava, das von der Bezirksgemeinde umgeben, aber nicht Teil davon ist.
Die Bezirksgemeinde entstand im Rahmen einer Verwaltungsreform zum 1. Juli 2021 durch den Zusammenschluss des alten Bezirks Jelgava mit dem Bezirk Ozolnieki, sodass er dem Kreis Jelgava entspricht, der bis 2009 Bestand hatte.

## Geografie
Das Gebiet grenzt im Süden an Litauen, im Westen an die Bezirksgemeinde Dobele, im Nordwesten an die Bezirksgemeinde Tukums, im Norden an die Bezirksgemeinde Mārupe, im Nordosten an die Bezirksgemeinde Olaine und im Osten an die Bezirksgemeinde Bauska.
Die größten Flüsse im Bezirk sind die Lielupe sowie ihre Zuflüsse Svēte und Iecava.
Im Norden gehört ein kleiner Teil der Bezirksgemeinde zum Nationalpark Ķemeri.

## Gliederung
Die Bezirksgemeinde umfasst 16 Gemeinden (pagasti):
| - Cena - Eleja - Glūda - Jaunsvirlauka - Kalnciems - Lielplatone | - Līvbērze - Ozolnieki - Platone - Salgale - Sesava - Svēte | - Valgunde - Vilce - Vircava - Zaļenieki |

## Verkehr
Wichtigste Straßenverbindungen sind die von Nord nach Süd verlaufende Staatsstraßen A8 von Riga nach Eleja an der Grenze zu Litauen, die Teil der Europastraße 77 ist, sowie im nördlichen Teil der Bezirksgemeinde die von Ost nach West verlaufende A9 von Riga nach Liepāja. Wegen der zentralen Lage von Jelgava inmitten des Gebiets gibt es mehrere Eisenbahnlinien in verschiedene Richtungen. Nördlich von Jelgava liegt der Flugplatz Valgunde.

## Nachweise
1. ↑  Law on Administrative Territories and Populated Areas. likumi.lt, abgerufen am 24. August 2021.